# Pal Benko
Pal Benko (Amiens, 15 de julio de 1928-Budapest, 26 de agosto de 2019) fue un ajedrecista estadounidense de origen húngaro.

## Biografía
Creciendo en Hungría, aprendió a jugar ajedrez con su padre a los doce años y comenzó a competir a los diecisiete años. Ganó el campeonato nacional húngaro a los veinte años. Participó en la olimpiada de 1956 en la que defendió al equipo húngaro, que obtuvo el tercer lugar.
Sus opiniones políticas en contra del régimen comunista le provocaron muchos problemas. Estuvo implicado en la revolución húngara de 1956. Fue internado año y medio en un campo de concentración luego de un intento de fuga durante un torneo en Berlín. Creyeron que era un espía hasta que los convenció, con mucha dificultad, de que el código que aparecía en su correspondencia era solamente la notación de ajedrez.
Le permitieron jugar como primer tablero con el equipo de Hungría en la olimpiada estudiantil de 1957 en Islandia, donde aprovechó para desertar. En el torneo de Portorož (Eslovenia) de 1958 se clasificó 2º-3º. Obtuvo el título de Gran Maestro y se le dio el derecho a participar en el torneo de candidatos de 1959. Finalmente, logró pedir asilo político, y se hizo ciudadano de Estados Unidos. A partir de 1962 defendió los colores de Estados Unidos.
Compartió en sexto puesto en el interzonal de Estocolmo de 1962. Pero en los torneos de candidatos no tuvo buenas actuaciones. Quizá creyendo que había llegado a techo de sus capacidades deportivas en el interzonal de Palma de Mallorca 1970, cedió su puesto a Bobby Fischer para que este siguiese su camino hacia el título mundial.
Benko tuvo muchos logros, entre los más importantes están los torneos de Novi Sad 1972 (segundo), Torremolinos 1973 (tercero). Entre 1962 y 1972 jugó en seis Olimpíadas defendiendo los tableros estadounidenses. Tras la caída del muro de Berlín y el régimen comunista en Hungría, restableció su relación con su país natal, viviendo a caballo entre los dos países. Fue un gran defensor de las emergentes estrellas húngaras, como las hermanas Zsuzsa Polgár, Judit Polgár y Zsofia Polgár, y Péter Lékó.
Fue el jugador que más veces ha ganado el torneo U.S. Open Chess Championship, ganándolo la primera vez en 1961, tres ediciones después tuvo una racha de ganar ediciones continuas de 1964 al 1967, la última vez que ganó fue en 1976.
Benko fue también un gran compositor de finales, problemas y estudios de ajedrez. Fue uno de los mejores analistas de finales del mundo, pero también hizo importantes contribuciones a la teoría de aperturas. En la década de 1970 era común referir a la apertura 1. g3 como la Apertura Benko o Sistema Benko, con el que venció a Mijaíl Tal y a Bobby Fischer en el torneo de candidatos de Curazao (1962). Aunque dijo que usó esta apertura para evitar las líneas más analizadas por sus oponentes.
Su contribución teórica en la defensa Benoni fue muy significativa. También fueron importantes sus aportes a la teoría del Gambito Volga en la década de 1960, siendo denominada esta apertura en la literatura ajedrecística anglófila como Gambito Benko o Contragambito Benko.